# Étienne François Housset
Pour les articles homonymes, voir Housset (homonymie).
Étienne François Housset, né à Auxerre (Yonne) en 1747 et mort à Paris en mars 1845, est un homme politique français.

## Biographie
Commissaire du Directoire exécutif dans le département de l'Yonne puis député de l'Yonne au Conseil des Cinq-Cents à partir du 24 Germinal an VI, Étienne François Housset s'opposa au coup d'État du 18 brumaire et fut alors exclu du Conseil des Cinq-Cents, mais devint rapidement commissaire au tribunal d'Avallon en se ralliant au nouveau régime. 